# Valentina Grigor'eva
Valentina Vladimirovna Grigor'eva (in russo Валентина Владимировна Григорьева?; ...) è un'ex fondista sovietica paralimpica, che ha rappresentato l'Unione Sovietica alle Paralimpiadi invernali di Innsbruck del 1988, dove ha vinto di due medaglie di bronzo.

## Carriera
Grigor'eva ha rappresentato l'Unione Sovietica alle Paralimpiadi invernali del 1988 a Innsbruck, dove ha vinto due medaglie di bronzo, negli eventi di 5 km distanza corta B1 e 10 km distanza media B1. Nella gara di staffetta 3x5 km categoria B1-3, Grigor'eva si è piazzata al 4º posto con le compagne della nazionale sovietica Gertruda Jefremova e Tamara Oliničenk.
Grigor'eva è stata l'unica fondista sovietica a vincere una medaglia ai Giochi di Innsbruck e, poiché questa è stata la prima e l'ultima partecipazione dell'URSS ai Giochi paralimpici invernali, è stata in assoluto l'unica fondista sovietica a vincere una medaglia alle Paralimpiadi invernali. 
Grigor'eva non ha più gareggiato in altri Giochi paralimpici.

## Palmarès

### Paralimpiadi
- 2 medaglie:
  - 2 bronzi (5 km distanza corta B1 e 10 km distanza media B1 a Innsbruck 1988)